# Troféu Cinco Violinos de 2019
O Troféu Cinco Violinos de 2019 foi a 8.ª edição do Troféu Cinco Violinos e será disputado no dia 28 de julho de 2019, no Estádio José Alvalade, Lisboa. Para esta edição, o convidado para a disputa foi a equipa espanhola Valencia.

## Forma de disputa
A competição consiste em uma única partida disputada em Portugal, sempre com o Sporting como anfitrião. O adversário é convidado. O vencedor da partida será declarado o campeão do torneio. Se houver empate durante o tempo normal será disputado uma prorrogação de 15 minutos para cada lado, se ainda assim persistir o empate, a disputa será decidida na cobrança de penalidades máximas.

## Equipas participantes
| País     | Equipa   | Em 2018      | Participações (última) | Títulos (Último) |
| -------- | -------- | ------------ | ---------------------- | ---------------- |
| Portugal | Sporting | Vice-Campeão | 7 (2018)               | 6 (2017)         |
| Espanha  | Valencia | –            | 0                      | 0                |

## Detalhes da partida
| 28 de julho de 2019 | Sporting |  | Valencia | Estádio José Alvalade, Lisboa |
|                     |          |  |          |                               |

| Sporting | Valencia |